# Lièpvre
Lièpvre je francouzská obec v departementu Haut-Rhin v regionu Grand Est. V roce 2014 zde žilo 1 737 obyvatel.

## Poloha obce
Obec leží u hranic departementu Haut-Rhin s departementem Bas-Rhin.
Sousední obce jsou: Kintzheim (Bas-Rhin), Orschwiller (Bas-Rhin), Rodern, Rombach-le-Franc, Saint-Hippolyte, Sainte-Croix-aux-Mines a La Vancelle (Bas-Rhin).

## Vývoj počtu obyvatel
Počet obyvatel